# ナンキョクオットセイ
ナンキョクオットセイ（学名：Arctocephalus gazella）はミナミオットセイ属 Arctocephalusに属すアシカ科の一種。種小名は最初にケルゲレン諸島で標本を採集したドイツ船 SMS Gazellaにちなむ。

## 分布
名前とは裏腹に、実際には亜南極の島々に住む。サウスオークニー諸島、サウス・シェトランド諸島、サウスサンドウィッチ諸島、ケルゲレン島、ハード島およびマクドナルド島、マッコーリー島などに生息。アシカ科の中でも最南端に生息するアシカである。

## 形態
他の種に比べて鼻が短い。成熟した雄は暗褐色の毛皮で、雌と若い雄は灰色になる傾向がある。稀に淡い黄色がかった個体がある。成体のオスは体長2m、体重110～230kgにもなる一方、メスは体長1.4m、体重22～51kgである。

## 生態
主にナンキョクオキアミを食べ、魚はあまり食べない。潜水深度は200メートル以上にもなる。
繁殖様式は胎生。一夫多妻制で、一度の出産で約3キログラムの子を一頭産む。オスがハーレムを持つようになるのは主に8歳からで、ハーレムを形成できなかった場合は来年の繁殖期までハーレムを作ることはできない。

## 人間との関係
16-17世紀の間に毛皮を目的とした乱獲が行われ、一時は絶滅寸前にまで個体数が減少した。その後は狩猟をしなくなったことにより徐々に数を増やし、1950年代には200-300万頭まで個体数を回復している。

## ギャラリー
- en:Salisbury Plain, South Georgiaにて